# Sputtgöl (Ukna socken, Småland)
Sputtgöl är en sjö i Västerviks kommun i Småland och ingår i Storåns huvudavrinningsområde.